# André Martin de Poinsable
André Martin, seigneur Poinsable ou Pointesable, né à Saint-Christophe (aujourd'hui Saint-Kitts) et mort le 7 juin 1750, est un administrateur colonial français du XVIIIe siècle. Il a été gouverneur de la Martinique de décembre 1741 jusqu'en 1744.  

## Biographie
André Martin est issu de la famille Martyn (devenu Martin), une famille noble  d'origine irlandaise de la région de Galway passée aux Antilles et dont on retrouve des branches à Saint-Christophe, Montserrat, à la Martinique et à la Guadeloupe. Son nom  de branche vient du quartier de Pointesable à Saint-Christophe (aujourd'hui Sandy  Point). Sa noblesse et celle de son frère Alexis, né à Saint-Pierre de  la  Martinique en 1699, ont été reconnues par arrêt du Conseil d'État du 25 mai 1742, enregistré au conseil supérieur de la Martinique le 2 janvier 1743.
Il épouse Marie Catherine Larcher, fille d'Isaïe Larcher, ancien capitaine de milice et habitant de Saint-Christophe. Quatre ans après sa mort, elle se remariera avec Jean-Baptiste Mac Nemara, alors lieutenant général des armées navales.

### Sources et bibliographie
- Généalogie et Histoire de la Caraïbe, Bulletin no 76, novembre 1995, [lire en ligne], p. 1470